# Ogașu Tătarului
Ogașu Tătarului este un curs de apă afluent al Ogașului Baranului

## Județului Caraș-Severin
- Harta Muntele Mic și Țarcu  Arhivat în 28 martie 2010, la Wayback Machine.